# August von der Groeben

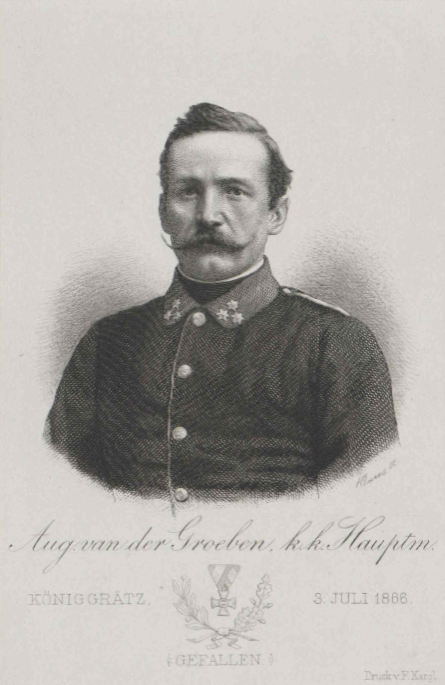
August von der Groeben

Václav Sochor: Die Batterie der Toten

August von der Groeben (* 23. Februar 1828 in Eversburg bei Osnabrück; † 3. Juli 1866 in Königgrätz) war ein österreichischer Offizier.

## Leben
August von der Groeben wurde als Sohn des hannoveranischen Oberstleutnant August Ludwig Otto von der Groeben und Ernestine von der Marwitz geboren. 
Er trat am 10. Juli 1844 im siebzehnten Lebensjahr bei der kaiserlich-königliche Artillerie ein und wurde beim Feldartillerieregiment Nr. 2 ausgebildet. Er rückte am 1. Dezember 1844 zum Kadett-Oberkanonier auf und wurde am 1. Juni 1846 zum Bombardier-Corps versetzt. Im Zuge der Revolution von 1848 nahm er unter Oberst Friedrich von Sonnenmayer vom 28. bis 31. Oktober an der Einnahme von Wien teil. Während des Feldzuges in Ungarn 1849 nahm er an der Schlacht bei Isaszeg, beim Gefecht am Rakos, bei der Einnahme von Raab und an den Schlachten bei Komorn und Temesvar teil. Er wurde am 16. März 1853 zum Oberleutnant und am 25. Februar 1862 zum Hauptmann befördert.
Hauptmann von der Groeben fiel am 3. Juli 1866 in der Schlacht bei Königgrätz, als er mit seiner Batterie (7. Batterie des VIII. Feldartillerieregiments) den Rückzug der Infanterie deckte („Batterie der Toten“). Die Verteidigung von Chlum war Oberst Carl von Eppan anvertraut. Kurz nach 13 Uhr befahl der Brigadier Karl von Appiano, dass seine Brigade, die unter feindlichem Feuer litt, den Ort räumen sollte. Die Artillerie des österreichischen III. Korps versuchte die Front der feindlichen Infanterie zu stoppen. Ein Bataillon des Infanterie-Regiments Nr. 46 verteidigte sich noch südlich des Dorfes. Die 7. Batterie unter Hauptmann von der Groeben versuchte den Vormarsch der Preußen aus Chlum zu verhindern. Dabei wurde die sogenannte „Batterie der Toten“ vom Norden her im Rücken angegriffen und völlig vom preußischen 1. Garde-Infanterie-Regiment überrannt. Die Batterie verlor neben 53 Soldaten und 68 Pferden auch sieben ihrer acht Kanonen, aber die Tat der noch südöstlich Chlum haltenden Brigade ermöglichte es der Brigade Appiano sich abzusetzen. Für diese Tat wurde Hauptmann von der Groeben postum mit dem Ritterkreuz des Maria-Theresienordens ausgezeichnet.